# Alois Vybíral
 Alois Vybíral (* 24. srpna 1952 Žerůtky) je český politik.
Vystudoval stavební fakultu VUT v Brně, poté začal pracovat v oboru silničního hospodářství. Pracoval na Správě a údržbě silnic ve Znojmě. Po vzniku Správy a údržby silnic Jihomoravského kraje přešel do této organizace, kde zastával funkci provozního náměstka ředitele.
V roce 1992 působil jako zástupce starosty obce Plenkovice a v roce 2004 a následně i v roce 2008 byl zvolen zastupitelem Jihomoravského kraje. Ve volebním období 2008 – 2012 byl místopředsedou Komise dopravy a územního plánování a členem Výboru finančního.
V roce 2008 byl kandidátem KDU-ČSL do Senátu za Znojemsku. Po komunálních volbách v roce 2010 byl zvolen starostou obce Plenkovice. Do této funkce byl zvolen také po volbách v roce 2014 i v roce 2018.